# Skoulli
Skoulli (griechisch Σκούλλι/Σκούλλη, türkisch Skuli) ist eine Gemeinde im Bezirk Paphos in der Republik Zypern. Bei der Volkszählung im Jahr 2021 hatte sie 73 Einwohner.

## Name
Der Ursprung des Namens ist unklar. Einige Gelehrte führen den Ortsnamen auf den Nachnamen eines frühen Siedlers zurück. Es ist aber auch möglich, dass es den Namen von Skullin erhielt, wie die gereinigten Flachsfasern genannt wurden. Jack C. Goodwin vermutet jedoch, dass Skoulli auf Griechisch so viel wie „mit einer Kapuze bekleidet“ (englisch hooded) bedeuten könnte.

## Lage und Umgebung

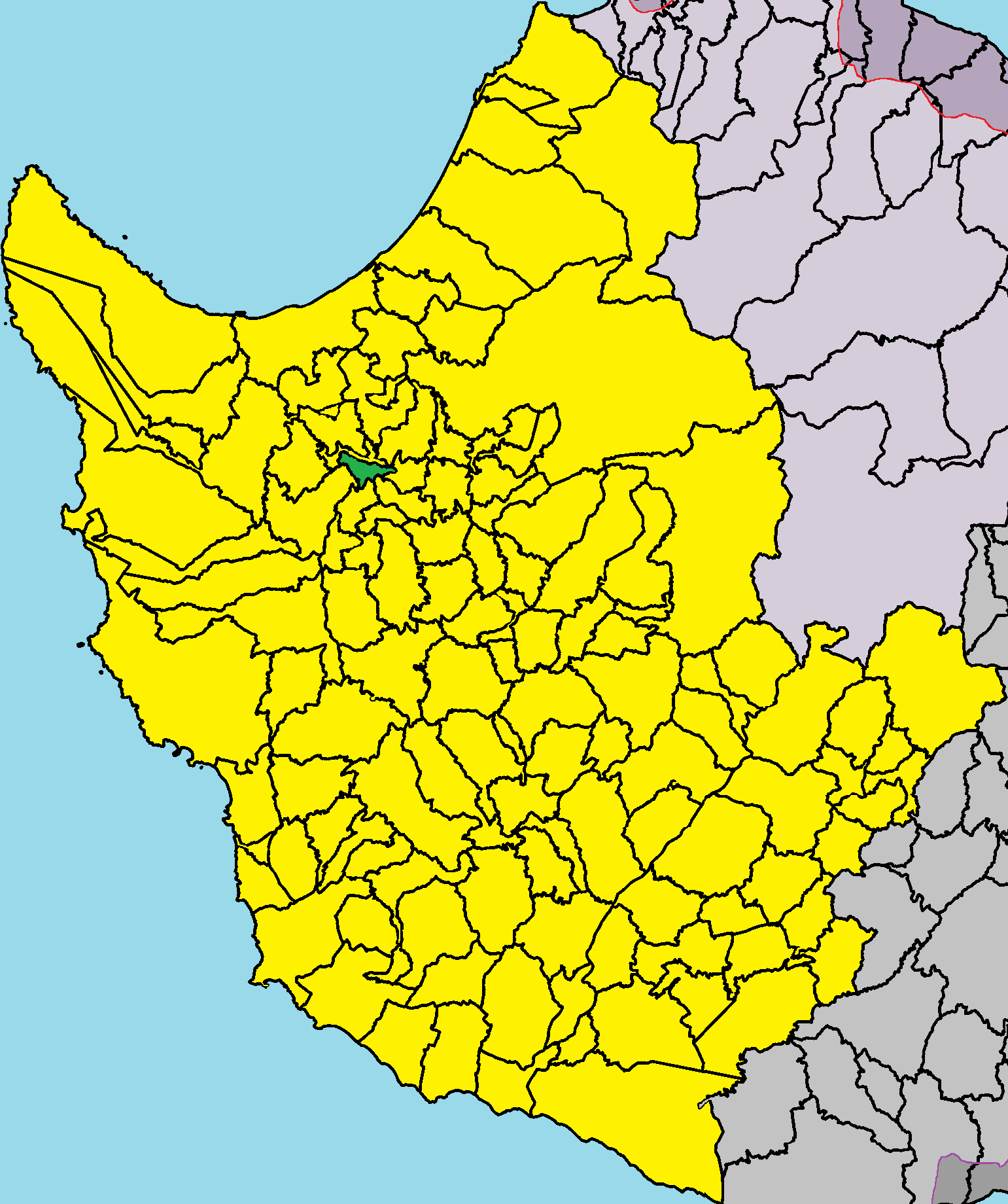
Lage im Bezirk Paphos

Skoulli liegt im Westen der Mittelmeerinsel Zypern auf einer Höhe von etwa 150 Metern, etwa 33 Kilometer nördlich von Paphos. Das 1,90856 Quadratkilometer große Dorf grenzt im Norden an Choli, im Osten an Trimithousa, im Süden an Kato Akourdalia und im Westen an Kritou Tera. Das Dorf kann über die Straße B7 erreicht werden.
Die durchschnittliche jährliche Niederschlagsmenge beträgt etwa 570 Millimeter. In der Umgebung werden Zitrusfrüchte, Getreide, Hülsenfrüchte, Tabak, Mandeln, Oliven und einige Weinreben angebaut. Geologisch betrachtet wird das Gemeindegebiet von den Ablagerungen der Nikosia-Formation (Kalksandsteine, Geröll und Sandsteinmergel), den Ablagerungen der Athalassa-Formation (Kalksandsteine und Sande) und dem Alluvium der Terrassen und den jüngsten Schwemmlandablagerungen des Holozäns dominiert.

## Geschichte
Skoulli wird in mittelalterlichen Quellen nicht erwähnt, zumindest nicht mit dem heutigen Namen. Wahrscheinlich wurde es erst später, während der osmanischen Zeit, gegründet. In der Nähe gab es jedoch eine andere alte Siedlung namens Kerepin (griechisch Κερέπιν), oder Tzerepin (griechisch Τζερέπιν), die im 19. Jahrhundert aufgelöst wurde.

### Bevölkerungsentwicklung
Alle Zyperntürken von Skoulli flohen während der interkommunalen Spannungen Ende der 1950er Jahre aus dem Dorf. Die meisten suchten Zuflucht bei Verwandten in Chrysochou. Sie kehrten nie nach Skoulli zurück und flohen wie ihre Verwandten in Chrysochou aufgrund der Türkischen Invasion Zyperns 1974 in den Norden der Insel.
Die folgende Tabelle zeigt die Bevölkerung des Dorfes, wie sie in den in Zypern durchgeführten Volkszählungen erfasst wurde.
| Jahr      | 1881 | 1891 | 1901 | 1911 | 1921 | 1931 | 1946 | 1960 | 1976 | 1982 | 1992 | 2001 | 2011 | 2021 |
| Einwohner | 57   | 81   | 104  | 136  | 105  | 85   | 100  | 120  | 123  | 91   | 102  | 77   | 65   | 73   |